# 山本みどり
山本 みどり（やまもと みどり、1957年12月2日 - ）は、日本の女優。本名は山下みどり。
静岡県富士市出身。東京女子大学短期大学部卒業。北川事務所、舞プロモーション、ファミリーアーツ、オフィス28を経て、MISSION所属。

## 人物
高校生、大学生時代は演劇部で活動。大学在学中より劇団夢の遊眠社に参加。
1978年、ポーラテレビ小説『夫婦ようそろ』の新人出演者募集に応じた4619人の中から選ばれて同作の主演でデビュー。以後、テレビと舞台を中心に活躍。1986年に放映された東海テレビ制作昼ドラマ『ふれ愛』は台湾でも放映され人気を集めた。
テレビドラマ『水戸黄門』では、1994年の時点でゲスト出演回数の女優部門で歴代3位にランクインしていた。
特技はピアノ。趣味はアイススケート、バレーボール、卓球、水泳、テニス、茶道（表千家）、華道（草月流）。

## 出演

### テレビドラマ
- ポーラテレビ小説 （TBS）
  - 夫婦ようそろ（1978年） - 志乃
  - 女・かけこみ寺（1982年） - 前島千鶴
- 同心部屋御用帳 江戸の旋風IV 第15話「母娘びな」（1979年、CX） - お絹
- 柳生一族の陰謀 第35話（1979年、KTV） - 春乃
- 日本巖窟王（1979年、NHK） - 深雪
- 特捜最前線（ANB）
  - 第106話「完全犯罪・ナイフの少女!」（1979年） - 有本レイ
  - 第142話「わが青春のカリフォルニア!」（1979年）- 上田ミツエ
  - 第217話「深夜の密告ファクシミリ!」（1981年） - 有川亜弥子
  - 第478話「真夏の夜の悪夢・風呂好きの死体!」（1986年） - 柿沼レイコ
- 江戸を斬るシリーズ（TBS）
  - 江戸を斬るIV 第25話「十手で風切る悪い奴」（1979年） - お美代
  - 江戸を斬るVI 第9話「闇に消えた江戸小町」（1981年） - おひろ
  - 江戸を斬るVIII 第21話「遠山狙う能面の女」（1994年、TBS） - 沙織
- 桃太郎侍（NTV）
  - 第150話「オーイ! 出てこい三千両」（1979年） - おそで
  - 第250話「桃太郎一家の迷狂言」（1981年） - お妙
- そば屋梅吉捕物帳（1979年 - 1980年、12ch） - お美和
- 女のそろばん（1979年 - 1980年、テレビ朝日） - 小野寺早苗
- Gメン'75（TBS）
  - 第234話「女たちの拳銃泥棒」（1979年） - 中山敏子
  - 第275話「警官の妻たちの連続殺人」（1980年） - 武上かおる
  - 第338話「刑事が許可した殺人事件」（1981年） - 矢口芳子
- 水戸黄門（TBS）
  - 第10部 第25話「白いお髯の千里眼」（1980年） - おせい
  - 第11部 第23話「鎌倉彫にかけた意地」（1981年） - おさと
  - 第13部 第18話「網にかかった悪い雑魚」（1983年） - お縫
  - 第14部 第32話「灘の庄助 なぜ酔っぱらう」（1984年） - お菊
  - 第15部 第35話「命を賭けた裏切り武士道」（1985年） - 月岡園江
  - 第16部（1986年）
    - 第19話「泣く子にゃ勝てぬ悪企み」 - おしま
    - 第36話「めざす敵は瓜二つ」 - 原田美里

  - 第17部 第19話「悪を懲らした石見神楽」（1988年） - お久美
  - 第18部 第33話「天下を裁く御意見番」（1989年） - お弓
  - 第19部 第2話「老公狙う大爆発」（1989年） - 浪路
  - 第21部（1992年）
    - 第15話「拾った赤子は若君様」 - お葉の方
    - 第31話「男意気地の仇討ち悲願」 - 菊乃

  - 第22部 第16話「白いおひげのお風呂番」（1993年） - おしの
  - 第23部（1995年）
    - 第26話「悪が群がる山鹿灯籠」 - おぬい
    - 第35話「悪を狙う謎の虚無僧」 - 環

  - 第24部 第2話「狙われた箱根の献上湯」（1995年） - おけい
  - 第28部 第34話「日の本一の謎の影武者」（2000年） - 彩乃
  - 第35部 第11話「刀の鍔で結ばれた愛」（2005年） - 千代
  - 第40部 第17話「暴かれた芭蕉の正体!?」（2009年） - お志野
- 新五捕物帳（NTV）
  - 第101話「明日への旅立ち」（1980年） - おとき
  - 第176話「お文恋唄」（1982年） - お文
- 阪急ドラマシリーズ / いらっしゃいませ!（1980年、KTV）
- 江戸の朝焼け 第5話「辻斬り異聞」（1980年、CX）- 美乃
- 暴れん坊将軍シリーズ（ANB）
  - 吉宗評判記 暴れん坊将軍
    - 第135話「湯けむりの決斗」（1980年） - お照
    - 第196話「何故に悲しき相合傘」（1982年） - さや

  - 暴れん坊将軍II
    - 第30話「喧嘩纒は俺が振る!」（1983年） - お夏
    - 第69話「さらば百人力の片想い!」（1984年） - おはん
    - 第134話「この世の憂さを呑む女!」（1985年） - 小梅
    - 第186話「友情! 決死の砂丘脱出」（1987年） - 縫

  - 暴れん坊将軍III
    - 第9話「炎に消えた女囚!」（1988年） - お京
    - 第111話「涙を捨てたおんな坂」（1990年） - おれん

  - 暴れん坊将軍VII 第3話「母恋し! がまん涙の夢枕」（1996年） - 藤の井
- 長七郎天下ご免! 第59話「明日に旅立つ娘たち」（1981年、ANB） - 菊姫
- もういちど春（1981年、TBS）
- 母の旅路（1981年、CBC）
- 江戸の用心棒 第16話「危うし!又八郎」（1981年、CX） - おふさ
- 土曜ワイド劇場（ANB→EX）
  - 松本清張の死んだ馬（1981年） - 山口菊子
  - 西村京太郎トラベルミステリー
    - 第9作「寝台急行“銀河”殺人事件」（1986年） - 小林みどり
    - 第52作「密室列車・特急かもしか、途中下車連続殺人!」（2009年） - 青木千鶴子

  - タクシードライバーの推理日誌 第24作（2008年） - 中田俊江
  - 女警察署長・美佐子（2009年） - 日下部美奈子
  - 内田康夫サスペンス・福原警部 第4作「フグハラ体型の警部と美人刑事の殺人捜査」（2012年） - 大山典子
- 時代劇スペシャル（CX）
  - 怪談かさねヶ淵 ～ 暗い沼に人魂が走り恐怖の因果に女達が狂う（1981年） - お久
  - 大奥悪霊の館 ～ 眠った死霊はよみがえり女の血を呼ぶ恐怖の夜（1981年） - お逸の方
  - 紫頭巾 黄金の秘密（1982年） - 喜美
  - 地獄の左門十手無頼帖3 女菩薩供養（1983年） - お園
  - 影狩り（1983年） - 貝塚千秋
  - くノ一忠臣蔵（1983年）
  - 裏切りの報酬 追放者・九鬼真十郎（1983年） - お夏
  - 暗殺者の神話（1984年） - 高遠弥生
- キッド（1981年、NTV）
- 恋人たちの忠臣蔵（1981年、YTV）
- 大江戸捜査網（TX）
  - 第526話「大奥に棲む女夜叉」（1982年） - お糸
  - 新 大江戸捜査網 第8話「変幻殺し屋人別帳」（1984年） - おりん
- ライオン奥様劇場 / 若葉学習塾（1982年、CX）
- 御宿かわせみ 第2シリーズ 第9話「幼なじみ」（1982年、NHK） - おてい
- 右門捕物帖 第1話「さわやか右門さっそう登場」（1982年、NTV） - 万（天草四郎時貞の妹）
- 松平右近事件帳  （1982-83年、NTV）
  - 第14話「打ち首千両」 - おみつ
  - 第39話「梅吉捕らわる」 - おしま
- 遠山の金さん (高橋英樹) （ANB）
  - パート1 
    - 第76話「愛か真か岐路に立つ女!」（1983年）- お種
    - 第103話「夜叉面の罠! 愛に棄てられた女」（1984年）
    - 第134話「愛のさすらい・女経師スタコラお照!」（1985年）- お照
    - 第145話「蕾のままで散る女・春駒屋お夏!」（1985年）- お夏

  - パート2
    - 第8話「女渡世人・男勝りが玉に疵!」（1985年）- 石松
    - 第35話「女賞金稼ぎ・陽炎のお仙!」（1986年）- お仙
- 源九郎旅日記 葵の暴れん坊 第37話「孤剣に賭けた越後の女」（1983年、ANB） - 久江
- 金田一耕助の傑作推理 本陣殺人事件（1983年、TBS） - 久保克子
- 大奥（KTV）
  - 第1話「大奥誕生」（1983年） - お通
  - 第43話「愛と哀しみの聖母」（1984年） - およう
- 花ホテル（1983年、CX）
- 眠狂四郎無頼控 第17話「仕置きうけます! 闇のからくり肌」（1983年、TX） - お蝶
- 長七郎江戸日記（NTV）
  - 第17話「はぐれ千鳥」（1984年） - おぶん
  - 第70話「泣くな!寅」（1985年） - お菊
  - 第96話「十手かたぎ」（1986年） - こま吉
  - 第109話「黒髪情話」（1986年） - おつや
- 弐十手物語 第3話「鬼神の女」（1984年、CX）
- 気分は名探偵 第24話「圭介のゴーストバスターズ?」（1985年、NTV）
- 影の軍団IV 第2話「女の顔が夜光る」（1985年、KTV） - お島
- 大岡越前（TBS / C.A.L）
  - 第9部 第17話「謎の女賊は恩人の娘」（1986年） - おさと
  - 第11部 第10話「相合傘の出逢い」（1990年） - 綾
- 誇りの報酬 第39話「大都会に踊るシンデレラ」（1986年、NTV）- 高木久美子
- 東海テレビ制作昼ドラマ（THK）
  - ふれ愛（1986年）
  - ふれ愛II（1988年)
  - はるちゃん（1996年） - 萩谷京子
  - 新・風のロンド（2006年） - 野代よし
  - 安宅家の人々（2008年） - 宇田川さき役
  - エゴイスト 〜egoist〜（2009年） - 藤本綾女
  - インディゴの夜（2010年）
  - 聖母・聖美物語（2014年） - 森尾佳代子
- 金曜女のドラマスペシャル / 不幸を買う女（1987年、CX）
- 銭形平次 （1987年、NTV）
  - 第25話「見知らぬ亭主」
  - 第36話「夫婦川、なみだ橋」 - おきく
- スケバン刑事III 少女忍法帖伝奇 第22話「三姉妹の未来は死!? 謎の女占い師登場」（1987年、CX） - 宝珠翠（ほうじゅみどり）
- 若大将天下ご免! 第26話「浮かれ芸者の泣き踊り!」（1987年、ANB） - 小菊
- さすらい刑事旅情編 第9話「横浜鶴見線最終電車から消えた女」（1988年、ANB）
- 三匹が斬る（ANB）
  - 続・三匹が斬る! 第4話「お七様のイジメが元で不倫妻」（1988年） - 高野ぬい
  - 続続・三匹が斬る! 第9話「消えた花嫁、悪女が走る風の中!」（1990年） - おもん
  - ニュー・三匹が斬る! 第1話「さらば千石、大江戸の烈風ついて早飛脚」（1993年）
- うらぎり（1989年、TBS）
- 名奉行 遠山の金さん（ANB）
  - 第2シリーズ 第21話 「花火が見ていた悪の顔」（1989年） - お新
  - 第5シリーズ 第23話 「笹舟の謎!歩いてきた幽霊」（1993年） - お菊
- 時代劇スペシャル 銭形平次（1990年、CX） - おえん
- 八百八町夢日記 第1シリーズ 第11話「夫婦舟浮き沈み」（1990年、NTV） - おこう
- いのち草（1990年、YTV）
- HOTEL 第2シリーズ 第8話（1992年、TBS） - 静枝
- 鬼平犯科帳 第4シリーズ 第18話「おとし穴」（1993年、CX） - お才
- 江戸の用心棒（NTV）
  - パートI 第12話「仕官の道の甘い罠 」（1994年） - さよ
  - パートII 第16話「危うし!朝霞清三郎」（1996年） - お園
- 火曜サスペンス劇場
  - 沈黙は罠 （1984年）- 原友江
  - 盲人探偵・松永礼太郎 第4作「警察嫌い」（1995年） - 棚田由紀
  - 事件記者・三上雄太 第2作（2005年）
- 幸福はいちばんあとから（1997年、TBS）
- 月曜ドラマスペシャル （TBS）
  - 痛快!バツイチ・トリオ 女だけの便利屋事件簿（1998年） - 石井直子
- バースデイ〜こちら椿産婦人科〜（1999年、TX） - 桑木政絵
- 月曜ミステリー劇場 （TBS）
  - 自治会長・糸井緋芽子社宅の事件簿 第1作（2001年） - 五十嵐香織
  - 早乙女千春の添乗報告書 第14作（2003年） - 田口扶美子
  - 弁護士 朝吹里矢子 第4作（2005年） - 岩間佐奈子
  - ざこ検事 潮貞志の事件簿 第3作（2005年） - 堀部祐子
- 夜桜お染 第7話「黒い渦」（2003年） - お仲
- 女と愛とミステリー / 捜査検事・近松茂道 第2作（2003年、TX） - 大西真澄
- 菊亭八百善の人びと（2004年、NHK）
- 遠山の金さん 第2話（2007年、EX）
- 新・京都迷宮案内（2007年） - 岸田涼子
- 相棒 season6 第10話（2008年） - 安藤仁奈子
- ドラマスペシャル / やまない雨はない（2010年、EX）
- 警視庁失踪課・高城賢吾（2010年） - 宮沢洋子
- 金曜プレステージ / 所轄刑事 第5作（2010年） - 藤原和江
- 土曜時代劇 隠密八百八町 第5、6話（2011年、NHK） - 邦
- 月曜ゴールデン
  - 刑事シュート しゅうと&ムコの事件日誌（2008年 - ） - 百瀬千鶴子
  - 警視・深町征爾 第1作（2012年） - 中田佐和子
- デカ 黒川鈴木 第11話（2012年、YTV） - 斉藤和子
- 水曜ミステリー9（TX）
  - 内田康夫サスペンス 鬼刑事と車椅子の少女 ドクターブライダル（2013年） - 長田和歌子
  - ハガネの警察医（2015年） - 石ノ森美津江
- 日本のヴァイオリン王〜名古屋が生んだ世界のマエストロ 鈴木政吉物語〜（2016年、THK） - 鈴木たに
- 悪魔の弁護人・御子柴礼司 〜贖罪の奏鳴曲〜 第4話（2019年、東海テレビ） - 栃野一美

### オリジナルビデオ
- セーラー服愛人 さよなら風の神様（1993年、ジャパンホームビデオ）

### 映画
- スパルタの海（1983年制作、2011年公開）
- 光芒～ひとすじの光～（2018年制作、2019年公開）

### 舞台
- 徳川の女たち
- 鹿鳴館
- 一弦の琴
- 美食倶楽部
- 北島三郎特別公演「天竜しぐれ笠」
- 大奥－月光院物語－愛しき人（2007年、名古屋・御園座）
- 松平健 特別公演（2007年、大阪・新歌舞伎座）
- 友情 秋桜のバラード（2010年、博品館劇場）

### その他のテレビ番組
- 三枝の愛ラブ!爆笑クリニック（フジテレビ、1982年 - 1983年） - 2代目アシスタント

## 書籍

### 写真集
- 清純派女優の大冒険（1983年10月5日、ビーイング出版社、撮影：マイク岡田） ISBN 4-7952-5551-2　C0074 ※ ビーイング出版社設立記念作品